# Hyotissa hyotis
La ostra Hyotissa hyotis, originalmente descrita como Ostrea hyotis, es una especie de molusco bivalvo marino perteneciente a la familia Gryphaeidae1.

## Clasificación y descripción
Valva superior de la concha terminalmente arqueada. Ligamento pequeño. Interior de la concha de color blanco, aunque algunas veces puede presentar coloraciones más obscuras, incluso violeta-negruzco. Margen liso, algunas veces con algunos dobleces. Los organismos adultos alcanzan hasta los 174 mm de diámetro2.

## Distribución
La especie se distribuye desde el sur del Golfo de California y Ecuador, incluyendo las Islas Galápagos2.

## Ambiente
Habita en aguas poco profundas, sobre fondos duros2.

## Estado de Conservación
Hasta el momento en México no se encuentra en ninguna categoría de protección, ni en la Lista Roja de la IUCN (International Union for Conservation of Nature).